# Estilo Misión
El Estilo Misión, más propiamente llamado estilo neomisión (en tanto es una recreación), fue un movimiento arquitectónico que se dio en Estados Unidos entre 1890 y 1915. El mismo se inspiró en las misiones españolas de sacerdotes franciscanos en California, las cuales habían sido construidas entre 1769 y 1823 de manera muy rudimentaria, dado los escasos materiales y conocimientos constructivos tanto de los misioneros como de los indígenas. Dichas misiones se habían dado en Alta California, antigua provincia que pertenecía al Virreinato de Nueva España. Más tarde, la invasión estadounidense a México culminó con la Cesión mexicana de territorio a Estados Unidos. Por eso, desde 1848, lo que era Alta California pertenece a dicho país del norte. El actual estado de California (fundado en 1850) apenas ocupa un tercio de lo que ocupaba Alta California, quedando el resto del territorio repartido entre otros estados de Estados Unidos.
Debido a ese carácter tan elemental de las construcciones erigidas durante las misiones, la recreación del estilo fue principalmente empleada en estructuras grandes, como escuelas y estaciones ferroviarias, y no tanto en viviendas. 
Por eso, el estilo neomisión no debe ser confundido con el estilo neocolonial español, el cual se dio en California en la etapa posterior, desde 1915 hasta la década de 1930, de manera muy extensa y en clave pintoresca, siendo incluso abrazado por muchas estrellas de Hollywood de la época, lo que le otorgó una gran difusión. En muchos casos, en realidad, la versión californiana de lo que se llamó estilo neocolonial español reprodujo de manera romántica y pintoresca la sencillez de las casas rurales de Andalucía, es decir, de la arquitectura vernácula andaluza. Tal nivel de difusión en el ámbito residencial en toda California no había sido conseguida por el estilo neomisión.

## Historia
Se considera que el disparador de las recreaciones del estilo misión desde 1890 a 1915 fue el gran éxito que tuvo la novela Ramona (1884), escrita por Helen Hunt Jackson. La misma está ambientada en las misiones de Alta California y despertó un gran interés por esa época y por esa arquitectura, lo que además se vio reforzado cuando esta fue llevada al cine en 1910. La reelaboración del estilo misión en California se dio muy cercana en el tiempo al movimiento American Craftsman (versión estadounidense del movimiento británico Arts and Crafts), y que en California, cuando fue aplicado a viviendas de menor escala, se conoció como California bungalow. Pese a lo que suele creerse, el movimiento American Craftsman no fue un estilo en sí, sino que alentaba el trabajo artesanal con materiales de calidad reaccionando contra la estética industrial y la producción en masa. Por eso, si bien su propuesta no era específicamente la reelaboración del estilo misión, al menos no generó antagonismo. Esto puede dar lugar a confusiones en algunas personas, sobre todo en lo que respecta a muebles (si son Craftsman o neomisión, cuando los de estilo neomisión pueden ser considerados una forma de Craftsman, mientras que los muebles artesanales Craftsman de otros estilos, lógicamente, no son de estilo neomisión).

## Características
A la hora de recrear el estilo, la fuente de inspiración era reducida, dado que debían inspirarse en las iglesias y monasterios que habían quedado de las misiones. Por eso, resultó más fácil aplicarlo a estructuras grandes que pequeñas. Dada la falta de referencias residenciales reales, durante la recreación algunas casas fueron diseñadas con torres (como si fueran campanarios) y las paredes podían extenderse por encima de la línea del techo, con gabletes curvilíneos. A su vez, también incorporaban largos corredores con arcos o soportales (a imagen de los monasterios) y tenían ventanas muy pequeñas. Además del número limitado de ventanas, en los primeros años de las misiones españolas, estas carecían de vidrios. En otros casos solo se trataba de pequeños agujeros con contraventanas de madera que abrían y cerraban, lo que permitía que entrara la brisa, pero no los rayos del sol, lo que, sumado a los muros anchos, mantenía los ambientes frescos. Por otro lado, los aleros solían ser generosos, siempre cubiertos con teja árabe o lomuda (conocida como teja "colonial" o "curva" en algunos países de Latinoamérica, en forma de C). Este estilo tendió a ser más simétrico que asimétrico. Muchas de sus recreaciones incluyeron un mayor grado de fantasía que en el estilo que le siguió, el neocolonial español.

## Galería

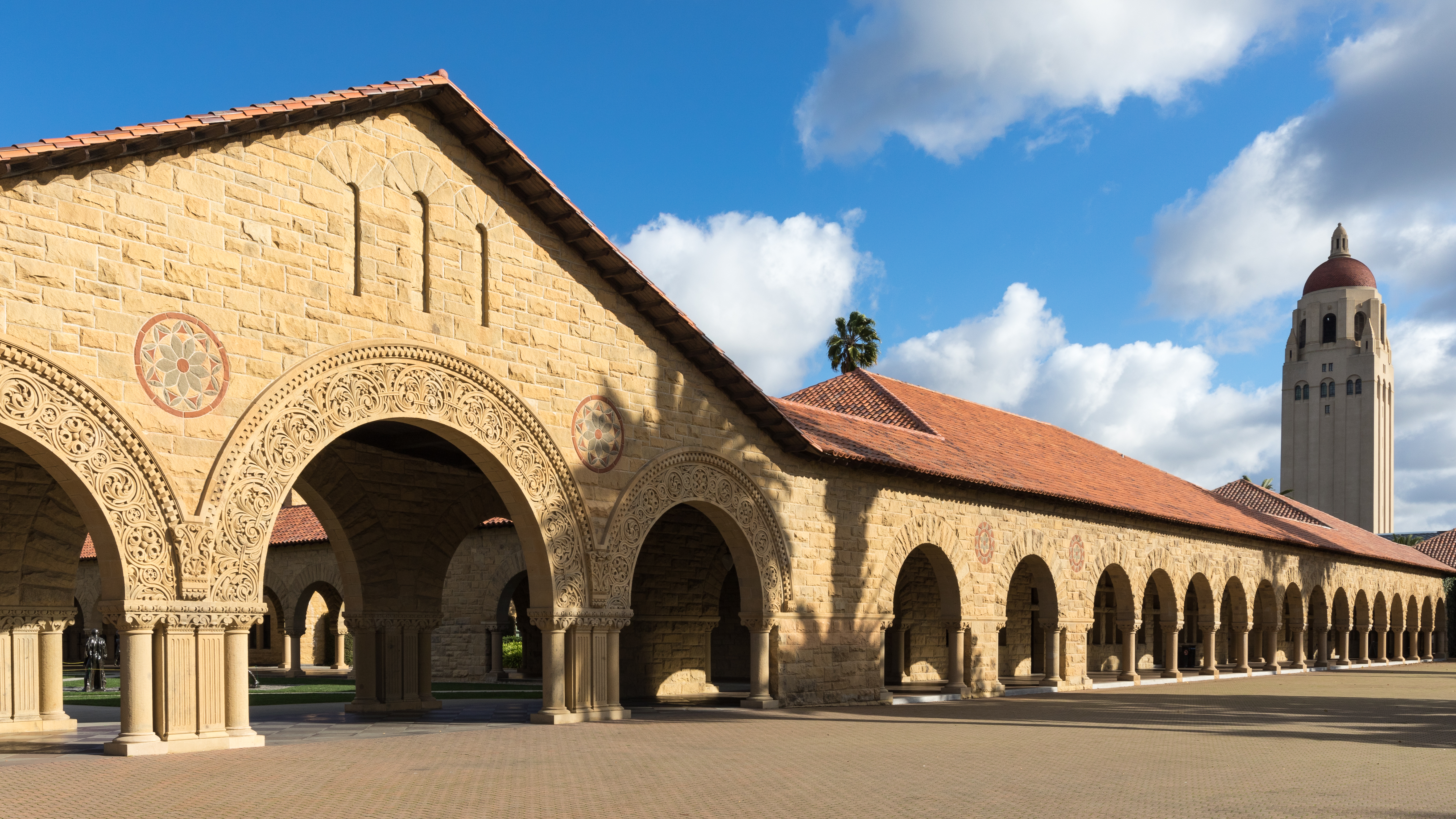
Patio principal de la Universidad de Stanford, diseñado por Frederick Law Olmsted (1891).
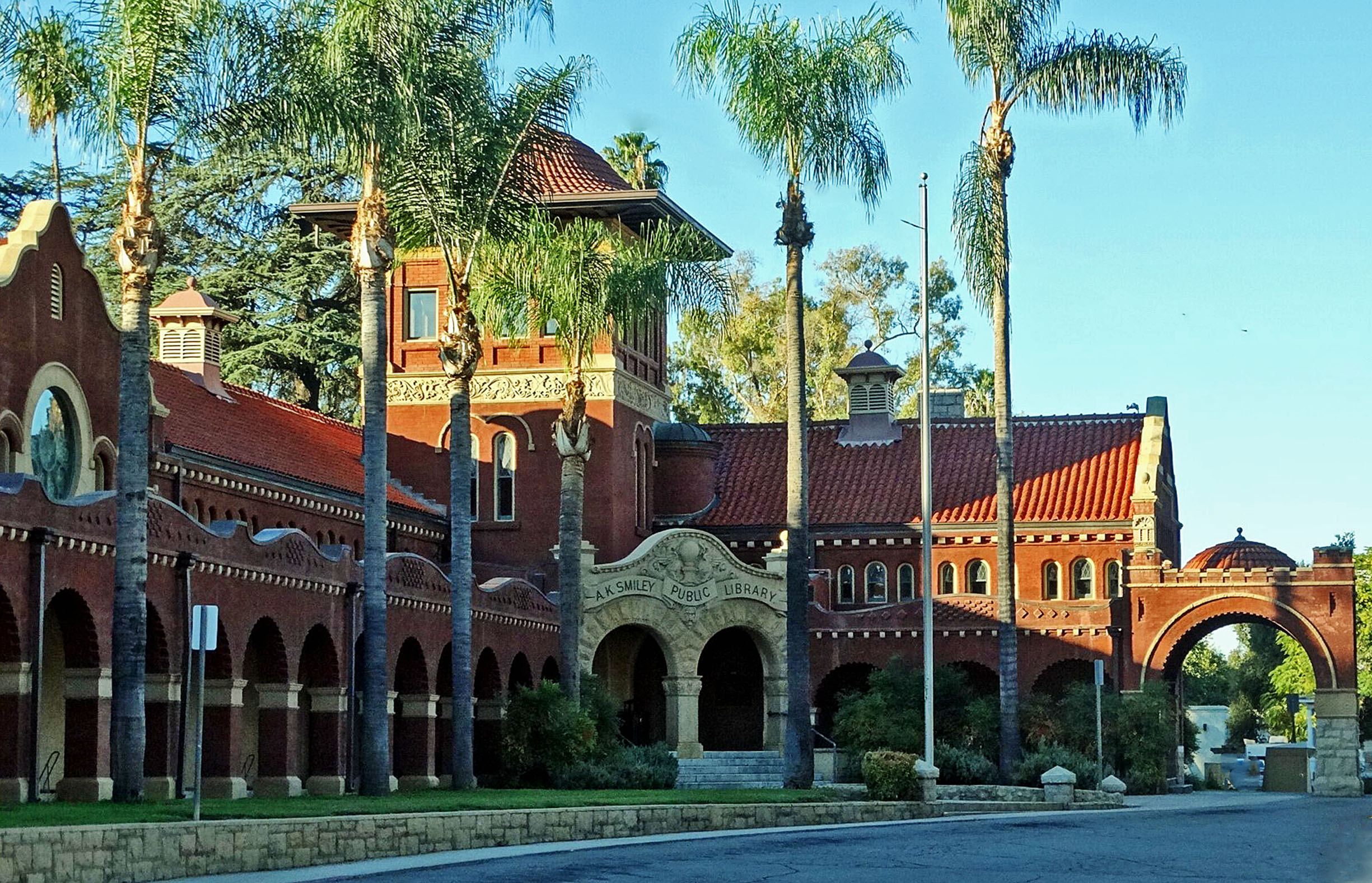
A.K. Smiley Public Library, ubicado en Redlands, California (1898).
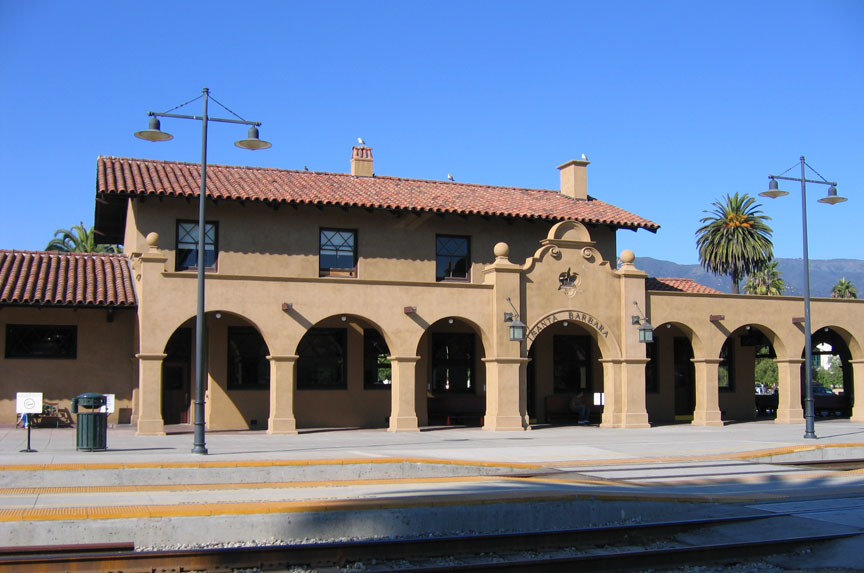
Estación Santa Bárbara, California (1902).
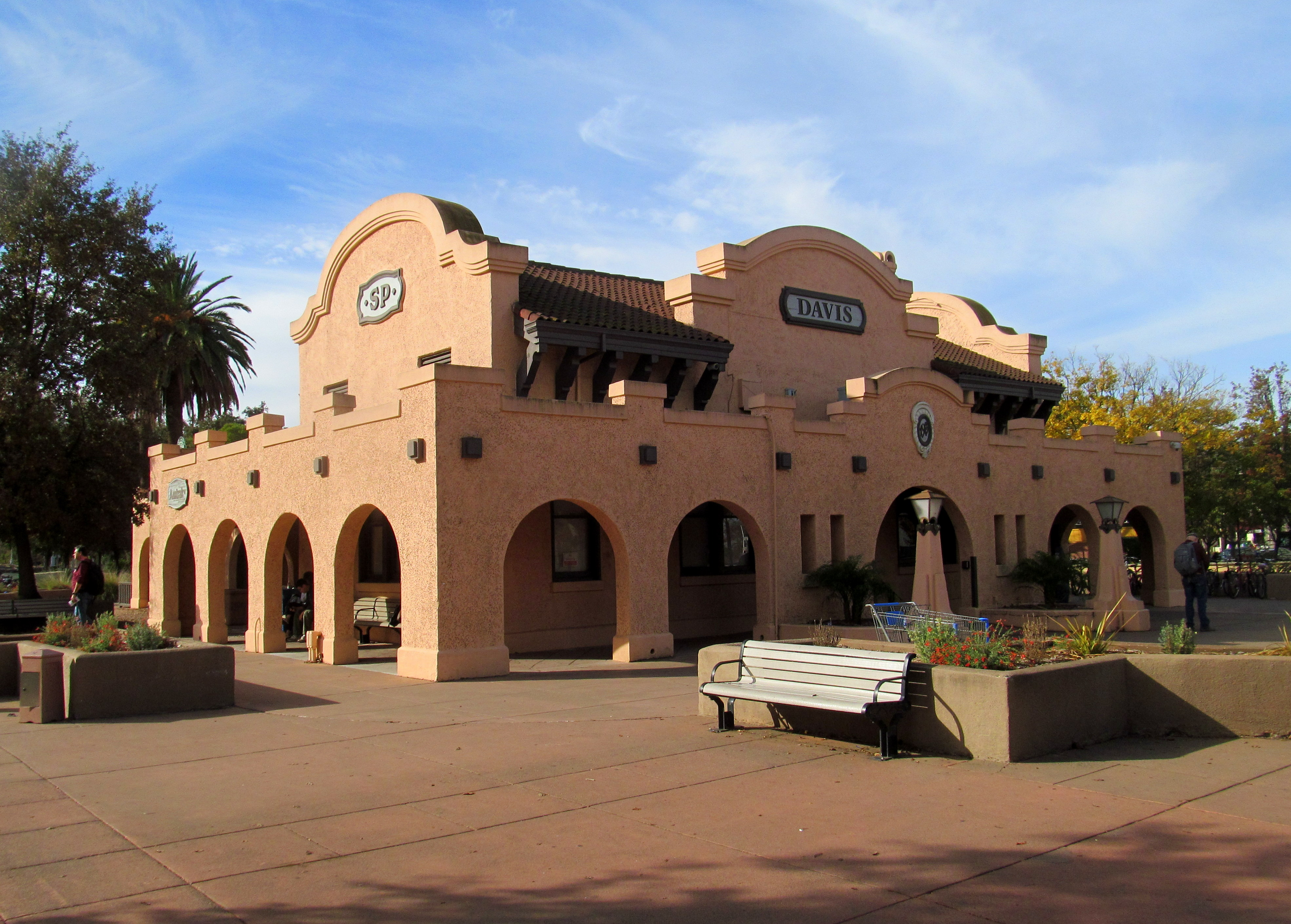
Estación Davis, ubicado en la localidad homónima, California (1914).
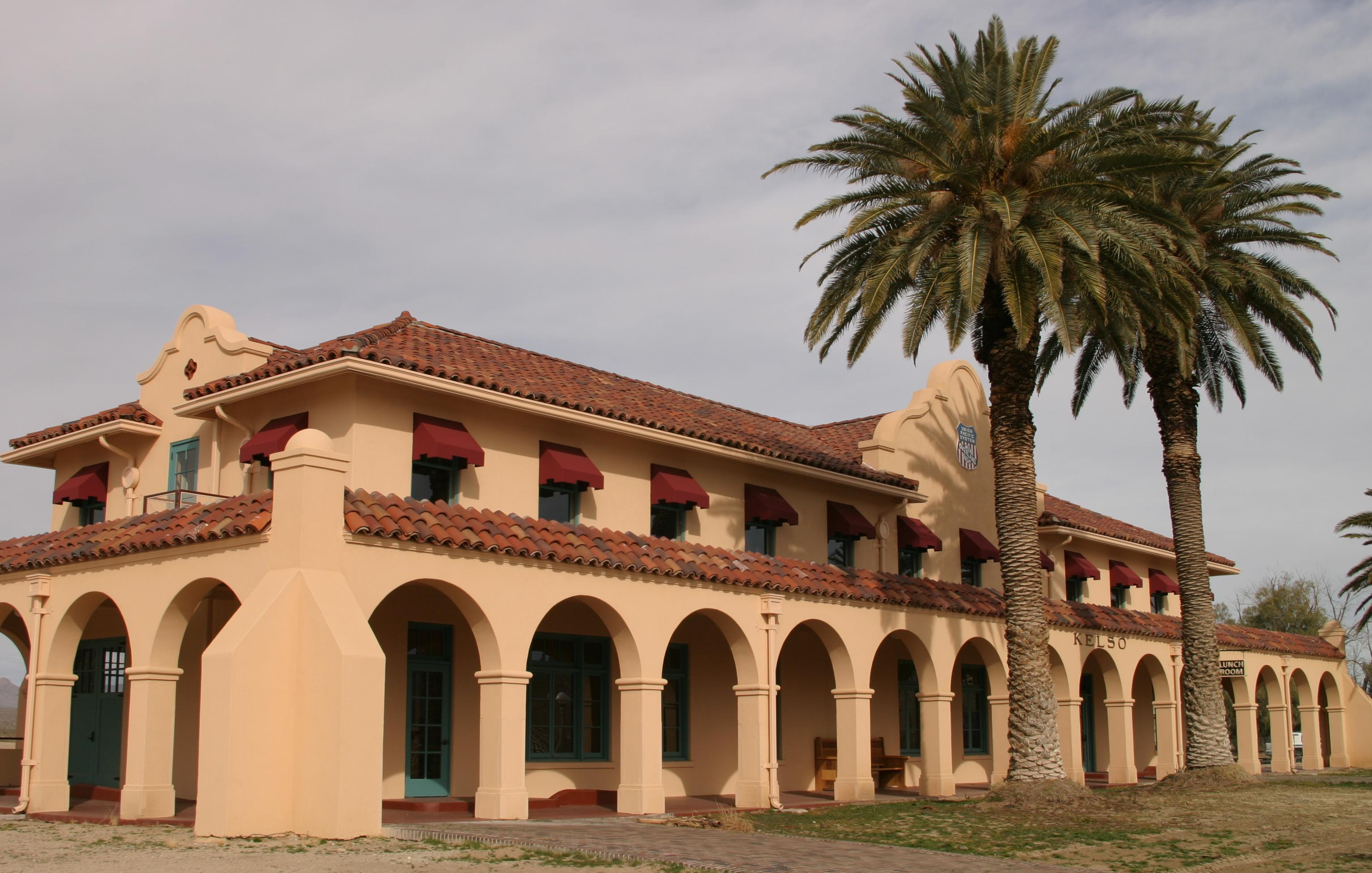
Hotel Kelso, en el desierto de Mojave, California (1923).
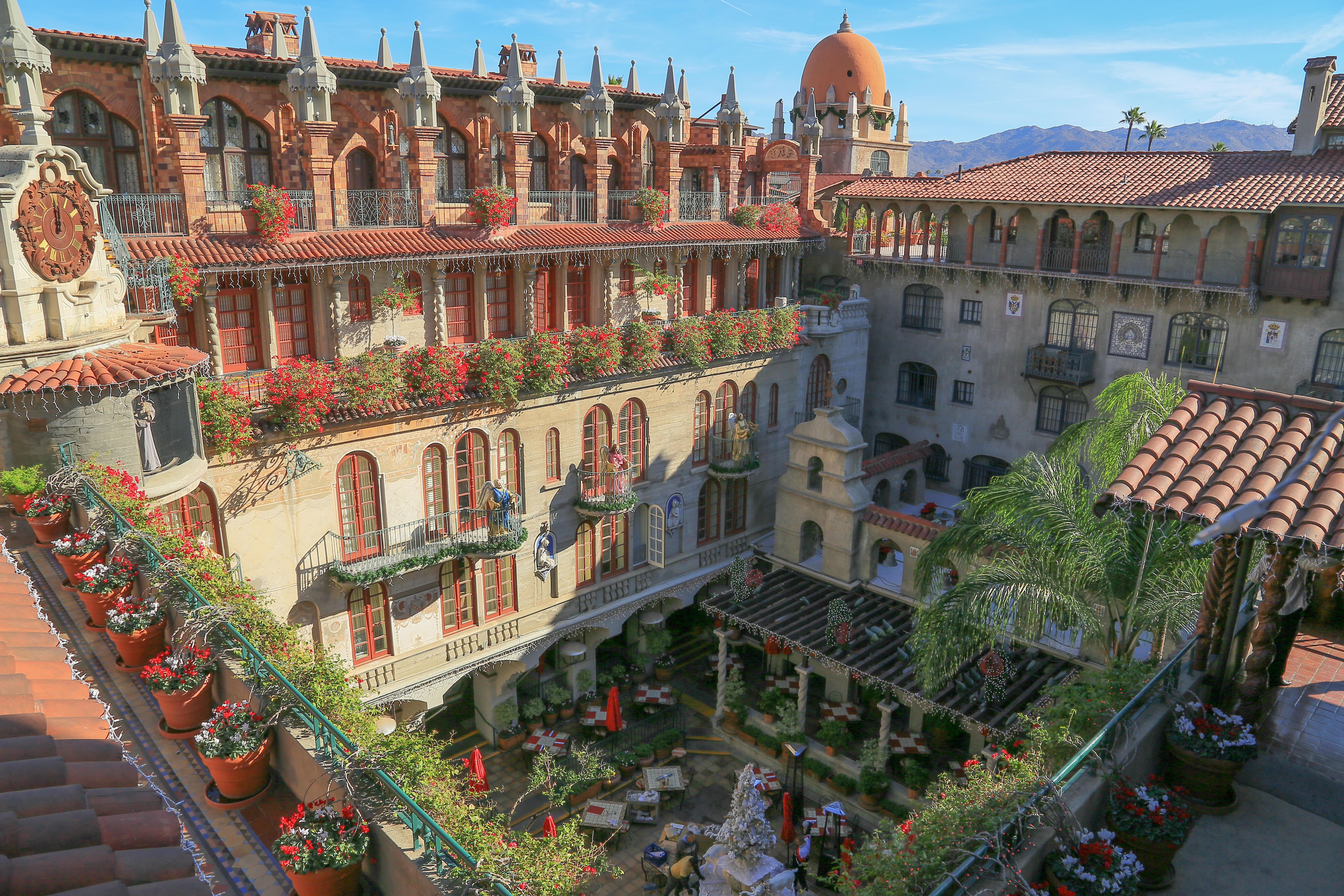
Patio interior del The Mission Inn Hotel & Spa, en Riverside, California (1932).
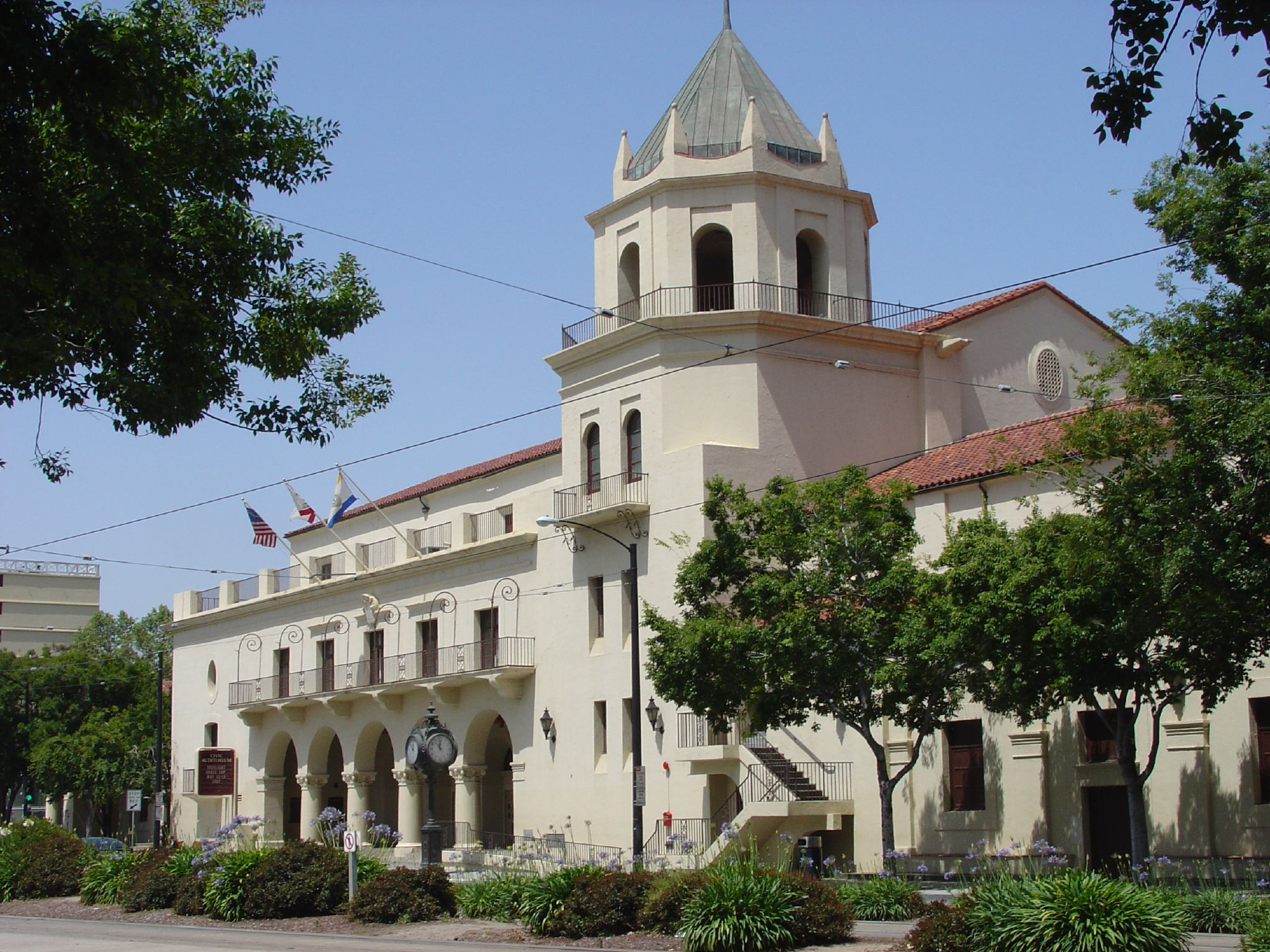
Auditorio Cívico de San José (1936).
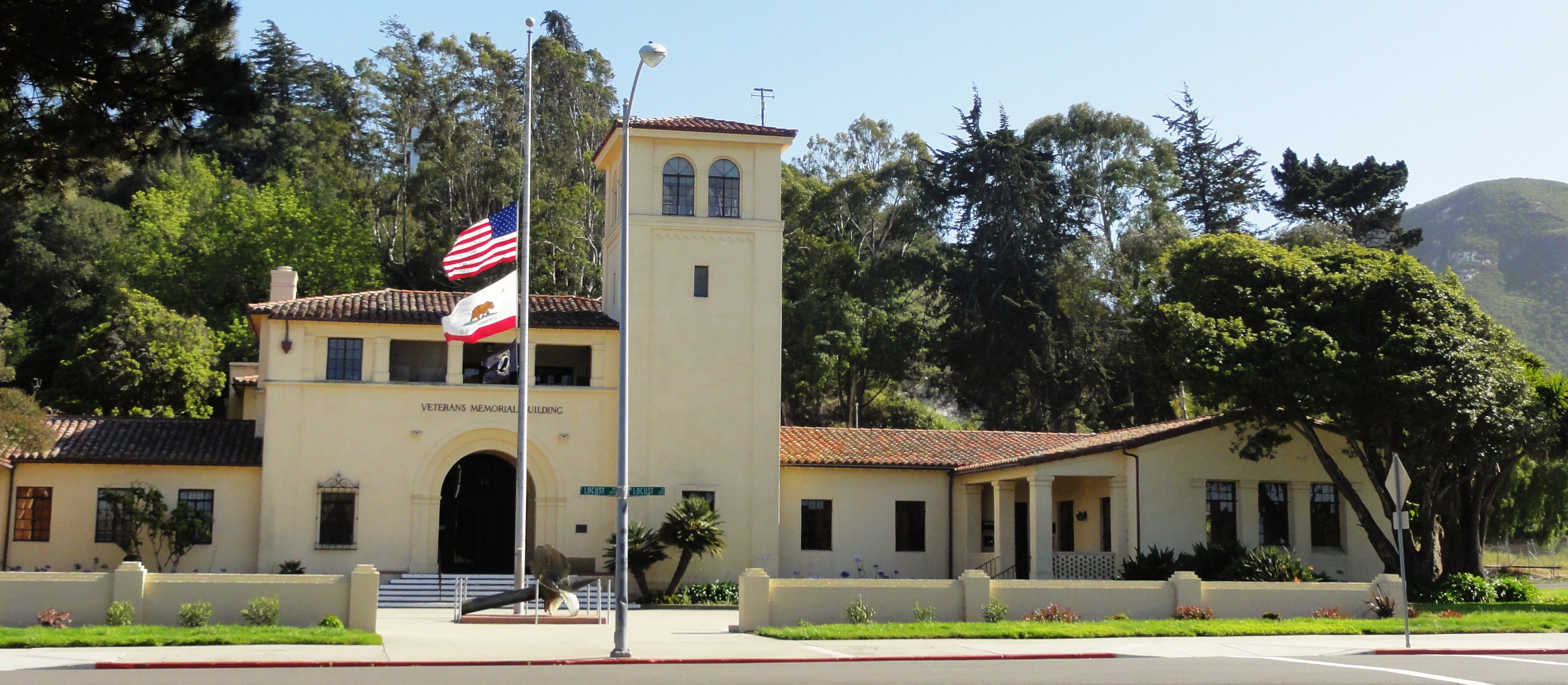
Lompoc Veterans Memorial Building, California (1936).